# Проходка виробок зустрічними вибоями
Проходження виробок зустрічними вибоями – проведення підземних гірничих виробок в зустрічних напрямках, що забезпечує змикання вибоїв у наміченій точці. Застосовують для прискорення розкриття або підготовки нових ділянок і горизонтів шахти, нарізки виїмкових полів, а також у тунелебудуванні. 
Висока точність змикання вибоїв свідчить про високу професійну кваліфікацію маркшейдерів (наприклад, змикання зустрічних вибоїв при проведенні залізничного тунелю під протокою Ла-Манш довжиною близько 40 км було виконано з точністю  60 мм в плані і по висоті). 